# Монте-Порцио-Катоне
Монте-Порцио-Катоне (итал. Monte Porzio Catone) — коммуна в Италии, располагается в области Лацио, подчиняется административному центру Рим.
Население коммуны составляет 8613 человека, плотность населения составляет 858 чел./км². Занимает площадь 9 км². Почтовый индекс — 040. Телефонный код — 06.
Покровителем коммуны почитается святой мученик Антоний Апамейский, празднование 2 сентября.